# 고바야시 요시노리
고바야시 요시노리(일본어: 小林 よしのり, 본명: 고바야시 요시노리(일본어: 小林 善範), 1953년 8월 31일 ~ )는 일본의 만화가이자 평론가이다. 1976년에 만화가로 데뷔한 이후에 만화 《도쿄 대학 일직선》, 《왕괴짜 돈만이》를 발표하며 이름을 알렸다. 1992년에 《고마니즘 선언》을 발표하면서 정치·시사·사회 평론가로도 활동했다.

## 생애

### 가계
고바야시 요시노리는 1953년에 후쿠오카현 후쿠오카시에 위치한 외가의 불교 사원에서 두 남매의 장남으로 태어났다. 그의 조상은 막말에 도사 근왕당의 반란 진압에 가담했던 코바야시 텐시치(일본어: 小林 伝七)에서부터 이어졌다. 1927년에 태어나서 2006년 1월에 사망한 코바야시 요시노리의 아버지는 태평양 전쟁이 막바지에 달하던 1945년에 일본군에 징집되었는데 원래는 오키나와 전투가 벌어지고 있던 오키나와현으로 파견될 예정이었으나 시기가 늦어서 미야자키현에서 본토 결전을 준비했다고 한다. 또한 노동 조합에 가입하여 태평양 전쟁 이후에는 마르크스주의자가 되기도 했다.
코바야시 요시노리는 자신의 책에서 "어머니는 태평양 전쟁 종전 당시에 12세였다."라고 자신만 아는 가족의 내용을 기재했는데 그의 어머니는 이르면 1932년 8월 15일 이후, 늦어도 1933년 8월 15일 사이에 태어난 것으로 추정된다. 코바야시 요시노리의 어머니는 진언종 사원의 딸이었고 외증조부는 메이지 시대에 청일 전쟁, 러일 전쟁에 참전한 근위병이었다. 이 때문에 이상주의적인 공산주의 사상을 지지했던 아버지와 현실주의적인 불교 사상을 지지했던 어머니 간의 사상 갈등이 있었다고 한다.
코바야시 요시노리는 1950년대 이후에 태어난 시라케 세대의 인물이지만 헤이세이 시대 초기에 해당하는 1990년대에 있었던 《고마니즘 선언 차별론 스페셜》의 소재가 된 부라쿠민 차별 문제를 후쿠오카현의 지역 사회에서 목격하고 성장했다. 코바야시 요시노리는 전후 쇼와 시대를 중심으로 활동하고 있던 좌익 진영에 의한 전전 시대에 활동했던 일본 제국의 조상, 국방, 애국심에 대한 비판을 목격하면서 성장했고 평소부터 비정상적인 감각에 위화감을 가졌다. 코바야시 요시노리는 전후 일본의 사상을 거슬러 올라온 사상가로서 베이비붐 세대와는 다른 사상을 가졌다.

### 데뷔 이전
어린 시절부터 만화에 관심을 가졌던 코바야시 요시노리는 만화가가 되기 위해 수험 공부를 하지 않아도 되는 학교가 가장 적합하다고 판단했고 후쿠오카 시립 후쿠오카 상업고등학교(현재의 후쿠오카 시립 후쿠쇼 고등학교)에 입학했는데 주판 계산, 부기, 세무 회계 수업이 있는 현지 장사꾼의 자녀들이 재학하던 고등학교였다. 코바야시 요시노리는 자신이 여러 학교들 중에서도 상업고등학교에 입학한 이유에 대해 "집에서 가깝다.", "한가로워서 만화를 그릴 수 있다.", "학교의 3분의 2는 여자다.", "공부할 녀석이 없기 때문에 조금만 공부하면 우등생이다."라고 밝혔다고 한다.
코바야시 요시노리는 고등학교를 졸업하고 도쿄도로 가서 이시노모리 쇼타로의 제자가 되어 만화가가 되기를 원했다. 하지만 고등학교 담임 교사가 코바야시 요시노리에게 대학교에 가서 책을 읽으라고 권하면서 후쿠오카 대학 인문학부 프랑스어학과에 입학하게 된다. 코바야시 요시노리는 자신이 수험 공부 준비에 착수한 것이 나중에 《도쿄 대학 일직선》을 그리는 계기가 되었다고 밝혔다. 또한 프랑스어를 전공하게 된 계기는 "당시 일본에서 프랑스의 팝 음악이 유행하고 있었기 때문에 미셸 폴나레프의 노래를 프랑스어로 부르면 멋잇고 여자들이 좋아할 것"이라는 생각 때문이었다고 밝혔다. 실제로 코바야시 요시노리의 만화 작품에서는 프랑스어에서 유래된 명칭, 어구 다수가 등장한다.

### 만화가 데뷔
코바야시 요시노리는 1976년부터 1979년까지 《주간 소년 점프》에 만화 《도쿄 대학 일직선》(일본어: 東大一直線)을 연재하면서 데뷔했고 1980년부터 1981년까지 《주간 영 점프》에 후속편인 만화 《도쿄 대학 쾌진격》(일본어: 東大快進撃)을 연재했다. 코바야시 요시노리는 데뷔 당시부터 후쿠오카에서 집필 활동을 하다가 1982년에 도쿄도로 이주하여 시나노마치에 거주했다.
코바야시 요시노리는 데즈카 오사무가 사용했던 스타 시스템을 일시적으로 사용했고 1983년에는 《주간 영 점프》에 만화 《겁쟁이 호사쿠전》(일본어: 布抜呆作伝)을 게재했다. 또한 1984년부터 1986년까지 《주간 소년 챔피언》에 만화 《이로하니 호사쿠》(일본어: いろはにほう作)를 연재했다. 1986년 5월부터 1994년 9월까지 《월간 코로코로 코믹》에 만화 《왕괴짜 돈만이〉(일본어: おぼっちゃまくん)를 연재했는데 이 작품은 1989년에 쇼가쿠칸 만화상 아동 부문을 수상하기도 했다. 그 외에 1992년부터 1993년까지 《월간 코로코믹 코믹》에 만화 《시골왕 초사쿠》(일본어: いろはにほう作)를 연재했다.

### 고마니즘 선언과 작품 스타일의 180도 전환
코바야시 요시노리는 1992년에는 후소샤의 종합 일간지 《SPA!》에 만화 《고마니즘 선언》(일본어: ゴーマニズム宣言, 일본어로 "오만"(傲慢)을 뜻하는 '고만'(일본어: ごうまん)과 "주의, 주장"을 뜻하는 영어 접미사 '-이즘'(-ism)의 합성어)을 연재했다. 사회 문제와 정치 문제를 소재로 한 이 작품은 코바야시 요시노리가 이전까지의 작품 스타일을 180도 전환했다는 평가를 받았으며 겐토샤, 쇼가쿠칸에서 출판되었다.
2002년부터 2012년까지 보수주의 성향을 띤 계간지 《와시즘》(わしズム)의 책임편집장으로 활동했으며 2006년에는 《빅 코믹》에 만화 《늦게 핀 할아버지》(일본어: 遅咲きじじい)를 연재했다.

## 주장
- 코바야시 요시노리는 보수주의자를 자처하면서[7] 대동아 전쟁(태평양 전쟁) 긍정론과 반미주의를 분명히 내세웠다. 또한 "대동아 전쟁은 자위 전쟁이며 일본은 아시아 국가에서 최초로 백인에 의한 식민지 체제에 전면적으로 싸움을 건 것"이라는 자신의 견해를 표명했다.[8][7]
- 코바야시 요시노리는 자신의 정치적 관점에 대해 "나는 공(公)을 지키는 것이지 권력은 지키지 않는다. 권력을 지키는 것은 촌스러운 일이다. 나는 자유민주당이 정권을 잡든 야당이 정권을 잡든 공에서 어긋난다면 비판할 것이다."라고 말했다. 또한 아베 신조 정권에 대해서는 현재의 체제는 전후 체제임을 지적하면서 "아베 신조 총리가 전후 체제로부터 벗어난다면 권력과 공이 겹치므로 지지해도 좋지만 실제로는 전후 체제의 보강이 아닐까하고 판단한다. 전후 체제는 '공'이 아니라 '체제' 자체가 아닌가?"라고 비판했다.[9]
- 코바야시 요시노리는 일본의 황위 계승 문제에 대해서 여계 천황을 용인하고 남계 유지론자를 비판하면서 일본의 구황족의 황적 취득론에 반대했다. 남계 유지론자·지지자에 대해서는 '남계 절대주의자', '남계 고집주의자'라고 묘사하면서 "황실론 전문가가 아니다"라고 비판했다.
- 코바야시 요시노리는 대미 종속 사상, 친미 보수에 대해 "친미주의자의 개"라고 조롱했다.[10]
- 코바야시 요시노리는 아베 신조 일본 총리의 미국 의회 연설에 대해 "나는 미국에 아첨한 자학사관에 화가 났다. 나는 미국의 개로 전락한 아베 총리가 야스쿠니 신사에 참배하더라도 영령을 우롱하는 행동이라고 분노할 수 밖에 없다."고 발언했다.[11]
- 코바야시 요시노리는 개헌론자이면서 "일본국 헌법 제9조에 대해서는 100% 믿지 않지만 집단적 자위권을 행사하는 안보법제는 100%이다. 입헌주의는 지켜져야 한다."라고 밝히면서 미일 안전 보장 조약(일본과 미국 간의 상호 협력 및 안전 보장 조약)을 강화하는 평화안전법제는 '종미법안'(미국에 종속시키는 법안)이라는 관점에서 반대 입장을 표명했다.[12][13]
- 코바야시 요시노리는 평화안전법제(안보법제) 호칭에 대해 "'전쟁법안'은 낙인 찍기라고 하지만 입에 발린 말로도 평화안전법제라고 부를 수 없다. 일본이 동맹국의 전쟁 후방 지원을 통해 무기, 탄약, 인력을 공급하는 병참 역할을 한다면 완전히 전쟁법안이다. 야당은 당당하게 '전쟁법안'이라는 용어를 많이 사용해야 한다."고 밝혔다.[14]
- 코바야시 요시노리는 종종 "넷 우익의 산파"라고 지적받지만 정작 본인은 넷 우익을 무시했으며 "넷 우익은 '전쟁론'의 부작용이다. 이웃 나라의 욕설을 통해 사진을 비대하고 거대하게 만든 일본인들에게는 미의식의 조각도 없다."라고 강하게 비판했다. 또한 후지TV 항의 데모에 대해서는 "넷 우익은 자신들이 강경한 발언을 하면 '보수', '애국자'라고 생각한다. 너희들은 연간 수입이 200만 엔 이하의 하층민이라는데 그러면 되는 건가?", "자신의 입장에 대해 만족하지 않는다고 그 점에 대해 확실히 화낼 정도로 말하고 싶어진다."라고 비난했다.[15] 또한 2012년 12월 27일에 발행된 조간 《아사히 신문》에서 자신의 작품인 《왕괴짜 돈만이》를 사용한 아베 신조 일본 총리에 대한 신랄한 풍자 삽화와 함께 "아베 신조 총리와 이른바 '넷 우익'은 공생 관계에 있다."고 지적했다.[16]
- 코바야시 요시노리는 일본의 학생들이 아베 신조 내각이 추진한 특정 비밀 보호에 관한 법률 제정에 항의하기 위하여 조직한 자유와 민주주의를 위한 학생 비상 행동(SEALDs)에 대해 "실즈라고 하는 젊은이에게 호감"이라고 하는 글을 블로그에 게재하면서 오쿠다 아키(奥田 愛基)와도 회담을 벌였지만[17] "멋진 데모? 민주주의란 뭐냐? 빌어먹을 놈이다!"라고 비판했다.[18] 또한 모기 겐이치로(茂木 健一郞)와의 대담 도중에는 "9조 수호라고 말하는 순간 미일 안전 보장 조약 찬성과 같은 것이 되어버리기 때문에, 아무래도 모순이 발생하고 만다. SEALDs에 있는 아이들은 그런 것을 더 공부하면 좋겠다."라고 발언했다.[19]
- 코바야시 요시노리는 과거에 일본 영주권을 보유한 외국인의 지방 참정권 부여에 찬성했었다.
- 코바야시 요시노리는 일본을 방문한 중국인 관광객들의 사재기를 환영하는 자세에 대해 "외국인 관광객이 오는 것이 뭐가 그렇게 좋은 것일까? 관광객들의 바쿠가이 따위를 믿고 경제를 살리자는 것이 고식(姑息)일 뿐이다. 요즘은 우리 동네 근처까지 중국인들이 우르르 몰려들어서 지루하다. 누구나 배외주의(토착주의)라고 생각할까, 휴머니스트(인문주의자)인 척하고 장사꾼도 아닌 주제에 바쿠가이가 반갑다며 환영하는 척하는데 진심인가? 특히 중국인은 눈에 거슬린다."고 비판했다.[20]
- 코바야시 요시노리는 스기타 미오(杉田水脈)가 LGBT(성소수자)에 대해 "생산성이 없다."고 발언한 것에 대해서 "아이를 낳지 않아서 생산성이 없다면 아베 신조 총리도 생산성이 없는 것이다. 스기타 미오는 아베 신조 총리를 향해 당신은 생산성이 없다고 직접 말해야 한다."고 지적했다. 또한 "스기타 미오는 국민의 세금으로 먹고 사는 몸이면서도 정치적인 목표가 차별 밖에 없는 비생산적인 국회의원이다."라고 비판했다.[21] 또한 LGBT에 대해서는 "동성애는 취미의 문제가 아니라 선천적인 뇌의 문제이며 본인의 의식으로는 어쩔 수 없다.", "생물학적으로는 전혀 어쩔 수 없는 선천적인 뇌 안의 문제이며 그것을 차별하거나 편견을 갖거나 그 사람들이 보통적으로 품는 감정을 부도덕하다고 말할 수 없다.", "LGBT에 대한 차별이나 편견은 안 된다."라고 주장하기도 했다.[22]
- 코바야시 요시노리는 1930년대 말기와 태평양 전쟁 시기에 국민학교에 재학한 학생으로서 군국주의 교육을 받았던 세대를 "소국민 세대"(少國民 世代)라고 부른다. 또한 쇼와 한 자리수 세대, 불탄 자리 세대에 대해서도 소국민 세대라고 부르고 있다.[23]
- 코바야시 요시노리는 영혼, 초능력, UFO(미확인비행체)와 같은 오컬트에 대해 "자신의 눈으로 본 것 밖에 믿을 수 없다."는 입장을 밝히고 있으며 "존재를 믿지 않는다고 하기 보다는 과학을 사용해서 이론적으로 존재하지 않는 것을 해명해야 한다."고 주장했다. 특히 오컬트 연구가로 유명해진 츠노다 지로에 대해서는 "본업인 만화가 전혀 팔리지 않게 되었으니까 지금 하고 있는 오컬트는 거의 개그밖에 되지 않는다."고 강하게 공격했고 오컬트를 풍자한 《우시로의 나카오카군》(일본어: うしろの中岡くん, 츠노다 지로의 만화 작품 《우시로의 햐쿠타로》(일본어: うしろの百太郎)와 일본의 심령 사진 감정가인 나카오카 도시야(中岡俊哉)의 합성어)을 발표했다. 이러한 반오컬트 사상 때문에 코바야시 요시노리는 과거에는 일본의 물리학자인 오쓰키 요시히코(大槻義彦) 교수의 팬이라고 밝혔지만[24] 나중에 "오쓰키 교수도 회답을 내지 않은 것이 결점이다."라고 말했다. 그러나 코바야시 요시노리는 《고마니즘 선언》에서 자신이 밀교 사원에 머물렀을 때 영적인 체험을 했다고 완전히 완성되지 않은 결말을 언급했다.
- 코바야시 요시노리는 《고마니즘 선언 시바라쿠 1》(일본어: ゴー宣・暫1) 제3막 제2장 〈북오프는 문화 파괴다!〉에서 새로 보이는 "헌 책"을 너무 일찍 진열해서 신간 도서 판매량과 제작자의 보수가 줄어들고 있다며 "만화가들은 원고료만으로는 확실히 적자이다! 단행본이 팔려야 월급을 주고 경비를 내고 수익이 겨우 난다!"(143쪽)면서 일본의 만화 산업을 이룬 시스템을 파괴한다고 비판했고 "물건에는 적정 가격이라는 것이 있다!"(146쪽)라고 주장했다. 또한 재판매 제도, 위탁 제도를 옹호하기도 했다.
- 코바야시 요시노리가 나카자와 신이치와 함께 후쿠오카에서 강연을 진행하던 도중에 나카자와 신이치는 사카모토 쓰쓰미 변호사 일가족 살해 사건에 대해 청중들에게 "창가학회를 시작으로 하는 종교 단체에 조사한 결과에 따르면 어떤 종교도 옴진리교의 소행이 아니라고 했다. 다른 조직에 의해 하치조섬에서 끌려가서 묻혔다."라고 발언했다. 하지만 강연이 끝난 이후에 신문 기자가 코바야시 요시노리에게 해당 사건에 대해 묻자 "거짓말이 확실하다."고 발언했다. 또한 "자기의 입장을 유리하게 끌고 가려면 무슨 말이든 다 해버린다. 저 사람은 우에키 히토시(植木 等)이다. 저 정도의 상태가 좋으면 용서할 수 있는 부분도 있다."라고 발언했다.[25]
- 코바야시 요시노리는 선택적 부부별성 제도 도입과 관련하여 저출산 대책에 관한 측면에서 "사실혼이야말로 일본의 전통이다."라면서 긍정적인 입장을 밝혔다.[26] 반면 "일본 최고재판소가 부부동성은 합헌이라고 판결했다. 나는 이러한 헌법 판단에 별로 이의가 없다. 결혼 이전의 "성씨"(姓氏)가 편하면 통칭을 사용하면 된다."라고 밝혔다.[27]
- 코바야시 요시노리는 '야마오 시오리를 총리로 하는 모임'의 대표를 맡고 있다고 자처했다. 야마오 시오리가 불륜 의혹으로 인해 민진당을 탈당한 이후에는 민진당을 강하게 비판하고 야마오 시오리의 탈당 기자 회견을 높이 평가했다.[28]

## 사생활
- 코바야시 요시노리는 약해 에이즈 사건 관련 재판에서 일본 공산당, 일본민주청년동맹 관련자가 참여하는 것을 비판하면서 "해결책은 관료에 맡겨야 한다."고 주장했다.[29] 또한 새로운 역사 교과서를 만드는 모임의 《새로운 역사 교과서》 추진 운동에 참여하는 한편 난징 대학살·위안부 문제를 부정하는 활동에 참여했다.[30]
- 코바야시 요시노리는 일본의 아이돌 걸 그룹인 AKB48의 열렬한 팬이다.[31] 2016년 5월 1일에는 자신의 블로그에 게재된 "나는 더 이상 오타쿠가 아니다"라는 글을 통해 "오타쿠 졸업"을 했다고 선언했다.[32] 자신이 선호하는 멤버로는 AKB48의 오시마 유코, 이치카와 미오리, 와타나베 마유, NMB48의 와타나베 미유키, HKT48의 무라시게 안나라고 밝혔다. 또한 HKT48의 멤버인 사시하라 리노의 안티 팬임을 밝히면서 향후에는 자신의 블로그에 NMB48을 응원하겠다고 선언했다. 한때는 《고마니즘 선언》에서 아키모토 야스시를 비판했다가 입장을 바꾸기도 했다.
- 코바야시 요시노리는 프로레슬링을 취미로 삼았는데 마감 이전에 일을 서둘러서 마무리하고 관람할 시간을 낼 정도였다.[33] 코바야시 요시노리는 폭력에 대한 동경이 있을 수 있다고 밝혔는데 그의 작품이나 개그에도 프로레슬링과 격투기를 모티브로 한 내용이 많았다. 또한 《고마니즘 선언》을 통해 장애인 프로레슬링을 세상에 알리면서 장애인 프로레슬링에서 인사를 전하기도 했다.

## 주요 작품
- 《도쿄 대학 일직선》 (東大一直線)
- 《도쿄 대학 쾌진격》 (東大快進撃)
- 《겁쟁이 호사쿠전》 (布抜呆作伝)
- 《이로하니 호사쿠》 (いろはにほう作)
- 《왕괴짜 돈만이》 (おぼっちゃまくん)
- 《시골왕 초사쿠》 (いろはにほう作)
- 《늦게 핀 할아버지》 (遅咲きじじい)
- 《고마니즘 선언》 (ゴーマニズム宣言)
- 《신고마니즘 선언》 (新・ゴーマニズム宣言)
- 《고마니즘 외전》 (ゴーマニズム外伝)
- 《고마니즘 선언 시바라쿠》 (ゴー宣・暫)
- 《고마니즘 선언 프리미엄 수신론》 (ゴーマニズム宣言PREMIUM 修身論)
- 《고마니즘 선언 네오》 (ゴーマニズム宣言NEO)
- 《고마니즘 선언 엑스트라》 (ゴーマニズム宣言EXTRA)
- 《고마니즘 선언 세컨드 시즌》 (ゴーマニズム宣言 2nd Season)
- 《고마니즘 선언 차별론 스페셜》 (ゴーマニズム宣言 差別論スペシャル)
- 《신고마니즘 선언 스페셜 탈정의론》 (新・ゴーマニズム宣言スペシャル 脱正義論)
- 《신고마니즘 선언 스페셜 전쟁론》 (新・ゴーマニズム宣言SPECIAL 戦争論)
- 《신고마니즘 선언 스페셜 공과 사론》 (新・ゴーマニズム宣言SPECIAL 「個と公」論)
- 《신고마니즘 선언 스페셜 타이완론》 (新ゴーマニズム宣言スペシャル・台湾論)
- 《신고마니즘 선언 스페셜 오키나와론》 (新ゴーマニズム宣言スペシャル・沖縄論)
- 《신고마니즘 선언 스페셜 야스쿠니론》 (新ゴーマニズム宣言スペシャル・靖国論)
- 《고마니즘 선언 스페셜 팔의 진리론》 (ゴーマニズム宣言スペシャル・パール真論)
- 《고마니즘 선언 스페셜 욘린 전기》 (ゴーマニズム宣言SPECIAL よしりん戦記)
- 《고마니즘 선언 스페셜 천황론》 (ゴーマニズム宣言スペシャル・天皇論)
- 《고마니즘 선언 스페셜 천황론 추격편》 (ゴーマニズム宣言スペシャル・天皇論追撃篇)
- 《고마니즘 선언 스페셜 천황론 헤이세이 29년》 (ゴーマニズム宣言スペシャル・天皇論 平成29年)
- 《고마니즘 선언 스페셜 쇼와 천황론》 (ゴーマニズム宣言スペシャル・昭和天皇論)
- 《고마니즘 선언 스페셜 신천황론》 (ゴーマニズム宣言SPECIAL 新天皇論)
- 《고마니즘 선언 스페셜 국방론》 (ゴーマニズム宣言スペシャル・国防論)
- 《고마니즘 선언 스페셜 반TPP론》 (ゴーマニズム宣言スペシャル・反TPP論)
- 《고마니즘 선언 스페셜 대동아론》 (ゴーマニズム宣言SPECIAL 大東亜論)
- 《고마니즘 선언 스페셜 탈원전론》 (ゴーマニズム宣言スペシャル・脱原発論)
- 《고마니즘 선언 스페셜 AKB48론》 (ゴーマニズム宣言スペシャル AKB48論)
- 《고마니즘 선언 라이징 짝퉁 정치인을 구별하는 방법》 (ゴーマニズム宣言ライジング ニセモノ政治家の見分け方)
- 《고마니즘 선언 라이징 개전 전야》 (ゴーマニズム宣言ライジング 開戦前夜)
- 《여성 천황 시대》 (女性天皇の時代)
- 《보수도 모르는 야스쿠니 신사》 (保守も知らない靖国神社)
- 《고마니즘 선언 스페셜 신전쟁론》 (ゴーマニズム宣言SPECIAL 新戦争論)
- 《9조는 전쟁 조항이 되었다》 (9条は戦争条項になった)
- 《고마니즘 선언 스페셜 민주주의라는 병》 (ゴーマニズム宣言SPECIAL 民主主義という病い)
- 《고마니즘 전력》 (ゴーマニズム戦歴)
- 《고마니즘 선언 외전 "여자에 대하여"》 (ゴーマニズム宣言外伝「女について」)
- 《놀랍게도 상식!》 (素晴らしき哉、常識！)
- 《고마니즘 선언 스페셜 신타락론》 (ゴーマニズム宣言SPECIAL 新・堕落論)
- 《위안부》 (慰安婦)
- 《고마니즘 선언 스페셜 코로나론》 (ゴーマニズム宣言SPECIAL コロナ論)